# Municipio de Mantrap
El municipio de Mantrap (en inglés: Mantrap Township) es un municipio ubicado en el condado de Hubbard en el estado estadounidense de Minnesota. En el año 2010 tenía una población de 519 habitantes y una densidad poblacional de 5,6 personas por km².

## Geografía
El municipio de Mantrap se encuentra ubicado en las coordenadas 47°1′14″N 94°51′41″O / 47.02056, -94.86139. Según la Oficina del Censo de los Estados Unidos, el municipio tiene una superficie total de 92.73 km², de la cual 80,69 km² corresponden a tierra firme y (12,99 %) 12,05 km² es agua.

## Demografía
Según el censo de 2010, había 519 personas residiendo en el municipio de Mantrap. La densidad de población era de 5,6 hab./km². De los 519 habitantes, el municipio de Mantrap estaba compuesto por el 98,27 % blancos, el 0,19 % eran afroamericanos, el 0,19 % eran amerindios, el 0,19 % eran de otras razas y el 1,16 % eran de una mezcla de razas. Del total de la población el 0,19 % eran hispanos o latinos de cualquier raza.